# Saint-Cyr de Rayssac
Saint-Cyr de Rayssac, eigentl. Saint-Cyr-Marie-Joseph de Rayssac, (* 3. Oktober 1837 in Castres, Département Tarn; † 15. Mai 1874 in Paris) war ein französischer Schriftsteller.
De Rayssac stammte eigentlich aus einfachen Verhältnissen, doch unter der Aegide des Bürgerkönigs Ludwig Philipp I. kam es zum gesellschaftlichen Aufstieg vieler Familien. De Rayssacs Vater machte Karriere in der staatlichen Postverwaltung und konnte deshalb seinem Sohn ein Studium in Paris ermöglichen.
Dort konnte de Rayssac bald schon mit einigen Gedichten debütieren, doch diese Veröffentlichungen vielen kaum einem Leser auf. Der Literaturkritiker Hippolyte Babou war einer der ersten, der de Rayssacs Können erkannte und ihn daraufhin förderte. Auch Charles Baudelaire lernte ihn kennen und machte ihn mit den Parnassiens bekannt; aber auch mit Alphonse Lemerre, der dann auch de Rayssac aufforderte, an der später berühmt gewordenen Anthologie Le Parnasse contemporain mitzuarbeiten.
De Rayssacs Ehefrau, Berthe de Rayssac, wurde die Patentante des späteren Komponisten Ernest Chausson und hatte großen Einfluss auf diesen. In dessen späteren Salon war sie ebenso regelmäßig anwesend, wie u. a. Jules Massenet, einer von Chaussons Lehrer.
Im Alter von noch nicht 37 Jahren starb Saint-Cyr de Rayssac am 15. Mai 1874 in Paris an der Schwindsucht.

## Werke (Auswahl)
- À Alfred de Musset. 1868
- Poésies. 1877 (posthum veröffentlicht durch Hippolyte Babou)